# Equação de foguete de Tsiolkovski
A equação do foguete de Tsiolkovski, chamada assim por Konstantin Tsiolkovski, que foi o primeiro que a derivou, considera o princípio do foguete: um aparelho que pode aplicar aceleração ao mesmo empuxo, expulsando parte de sua massa a alta velocidade no sentido oposto, devido à conservação da quantidade de movimento.
Diz que para qualquer manobra ou viagem que inclua manobras:
{\displaystyle \Delta v=v_{e}\ln {\frac {m_{0}}{m_{1}}}}
ou equivalentemente
{\displaystyle m_{1}=m_{0}e^{-\Delta v\ /v_{e}}}      ou      {\displaystyle m_{0}=m_{1}e^{\Delta v\ /v_{e}}}
no qual: {\displaystyle m_{0}} é a massa total inicial, {\displaystyle m_{1}} a massa total final e {\displaystyle v_{e}} a velocidade de ejeção dos gases em respeito ao impulso específico do foguete. {\displaystyle v_{e}}é definido como o produto entre o impulso específico( Isp) e a gravidade local(ɡ0),ou seja :  {\displaystyle v_{e}}=   Isp . ɡ0
{\displaystyle 1-{\frac {m_{1}}{m_{0}}}=1-e^{-\Delta v\ /v_{e}}}é a relação de massa (a parte da massa total inicial que se utiliza para propulsionar o foguete).
{\displaystyle \Delta v} (delta-v) é o resultado de integrar no tempo a aceleração produzida pelo uso do motor do foguete (não a aceleração devida a outras fontes como atrito ou gravidade). No caso típico de aceleração no sentido da velocidade, é o incremento da velocidade. No caso da aceleração no sentido contrário (desaceleração), é o decréscimo da velocidade. A gravidade e o atrito também mudam a velocidade porém não fazem parte do delta-v. Por isto, delta-v não é simplesmente a mudança da velocidade. Sem dúvida, o empuxo se aplica em menor tempo, e durante esse período, as outras fontes de aceleração podem ser negligenciadas, assim que o delta-v de um momento determinado pode aproximar-se à mudança de velocidade. O delta-v total pode ser simplesmente somado, embora entre momentos de propulsão a magnitude e quantidade de velocidade muda devido à gravidade, como por exemplo em uma órbita elíptica.
A equação se obtém integrando a equação de conservação do momento de inércia.
{\displaystyle mdv=v_{e}dm}
para um foguete simples que emite massa a velocidade constante ({\displaystyle dm} é a massa que se emite).
Embora seja uma simplificação extrema, a equação do foguete mostra o essencial da física do voo do foguete em uma única e breve equação. A magnitude delta-v é um dos valores mais importantes em mecânica orbital que quantifica a dificuldade de mudar de uma trajetória a outra.
Claramente, para conseguir um delta-v elevado, deve ser {\displaystyle m_{0}} elevado (cresce exponencialmente com delta-v), ou {\displaystyle m_{1}} deve ser menor, ou {\displaystyle v} deve ser elevado, ou uma combinação destes resultados.
Na prática, isto se consegue com foguetes muito grandes (aumentando {\displaystyle m_{0}}), com vários estágios (decrementando {\displaystyle m_{1}}), e foguetes com combustíveis com velocidades de ejeção muito elevadas. Os foguetes Saturno V utilizados no Projeto Apollo e os motores iônicos usados em sondas não tripuladas de longa distância são um bom exemplo disto.
A equação do foguete mostra um "decaimento exponencial" de massa, porém não como função do tempo, se não conforme enquanto se produz o delta-v. O delta-v que corresponde a "vida média" é {\displaystyle v_{e}\ln 2\approx 0,693v_{e}}

## Estágios de foguetes
No caso de foguetes de várias fases, a equação se aplica a cada fase, e em cada fase, a massa inicial do foguete é a massa total do foguete depois de deixar a fase anterior e a massa final é a do foguete justamente antes de deixar a fase que se está calculando. O impulso específico para cada fase pode ser diferente.
Por exemplo, se 80% da massa é o combustível do primeiro estágio, 10% é a massa vazia do primeiro estágio e os 10% é o restante do foguete, então:
{\displaystyle \Delta v=v_{e}\ln 5=1,61v_{e}}
Com três estágios similares menores, se tem
{\displaystyle \Delta v=3v_{e}\ln 5=4,83v_{e}}
e a carga útil é 0,1% da massa inicial.
Um foguete de uma fase em órbita, também com um 0,1% de carga útil pode ter uma massa de 11% para depósitos e motores e 88,9% de combustível. Isto dá 
{\displaystyle \Delta v=v_{e}\ln(100/11,1)=2,20v_{e}}
Se o motor de um novo estágio é ligado antes de que o estágio anterior tenha descartado e os motores que trabalham simultaneamente tem um impulso específico diferente (como muitas vezes são o caso de foguetes de combustível sólido e outros estágios líquidos), a situação é mais complicada.

## Energia
No caso ideal {\displaystyle m_{1}} é a carga útil e {\displaystyle m_{0}-m_{1}} é a massa que reage (que corresponde a depósitos vazios sem massa, etc.). A energia necessária é
{\displaystyle {\frac {1}{2}}(m_{0}-m_{1})v_{e}^{2}}
Esta é a energia cinética da massa de reação e não a energia cinética requerida pela carga, porém, se {\displaystyle v_{e}}=10 km/s e a velocidade do foguete é de 3 km/s, então a velocidade da massa de reação só muda de 3 a 7 km/s; A energia "poupada" corresponde a incremento da energia cinética específica (energia cinética por kg) para o foguete. Em geral:
{\displaystyle d\left({\frac {1}{2}}v^{2}\right)=vdv=vv_{e}dm/m={\frac {1}{2}}\left(v_{e}^{2}-(v-v_{e})^{2}+v^{2}\right)dm/m}
Se tem
{\displaystyle \Delta \epsilon =\int v\,d(\Delta v)}
de onde {\displaystyle \epsilon } é a energia específica do foguete e {\displaystyle \Delta v} é uma variável separada, não somente a troca em {\displaystyle v}. No caso de usar o foguete e parar de desacelerar, como pode se dizer, expelindo massa de reação na direção da velocidade, {\displaystyle v} é negativo.
A fórmula é para o caso ideal sem perdas de energia por calor, etc. Esta última causa uma redução do empuxo, assim que é uma desvantagem ainda quando o objetivo é perder energia (desacelerar).
Se a energia é produzida pela massa como em um foguete químico, o valor do combustível tem que ser:{\displaystyle {\frac {1}{2}}v_{e}^{2}}, de onde para o valor do combustível tem que tomar também a massa do oxidante. Um valor típico é {\displaystyle v_{e}=4,5km/s}, correspondente a 10,1 MJ/kg. O valor real é mais alto. porém parte da energia se perde em forma de calor que sai como radiação.
A energia necessária é
{\displaystyle E={\frac {1}{2}}m_{1}\left(e^{\Delta v\ /v_{e}}-1\right)v_{e}^{2}}
Conclusão:
- Para {\displaystyle \Delta v\ll v_{e}} se tem {\displaystyle E\approx {\frac {1}{2}}m_{1}v_{e}\Delta v}
- Para um {\displaystyle \Delta v} dado, a energia mínima é necessária se {\displaystyle v_{e}=0,6275\Delta v}, requisitando uma energia de

{\displaystyle E=0,772m_{1}(\Delta v)^{2}}.
Iniciando da velocidade zero é 54,4 % maior do que a energia cinética da carga útil. Iniciando de uma velocidade que não seja zero, a energia requerida pode ser "menos" do que o incremento de energia cinética da carga. Este pode ser o caso, quando a massa de reação tem uma velocidade menor depois de ser expelida que antes. Por exemplo, a partir de uma órbita baixa de 300 km de altitude a uma órbita de escape representa um incremento de 29,8 MJ/kg, o qual, usando um impulso específico de 4,5 km/s, tem um valor líquido de 20,6 MJ/kg ({\displaystyle \Delta v} = 3,20 km/s; as energias são por kg de carga útil).
Esta otimização não tem em conta as massas dos diferentes tipos de foguetes.
Todavia, para um objetivo determinado, como por exemplo mudar de uma órbita a outra, a {\displaystyle \Delta v} requerida dependa muito da velocidade a que o motor produz {\displaystyle \Delta v} e determinadas manobras podem ser impossíveis se esta é muito baixa. Por exemplo, um lançamento a uma órbita baixa terrestre requer normalmente uma {\displaystyle \Delta v} de aproximadamente de 9,5 km/s (grande o suficiente para conseguir a velocidade), porém se o motor puder produzir {\displaystyle \Delta v} a uma velocidade um pouco mais elevada que g, seria um lançamento lento e iria requerer uma {\displaystyle \Delta v} muito mais elevada (custaria uma {\displaystyle \Delta v} de 9,81 m/s). Se a aceleração possível é {\displaystyle g} ou menor, não é possível ir a órbita com esse motor.
A potência se obtêm de
{\displaystyle P={\frac {1}{2}}mav_{e}={\frac {1}{2}}Fv_{e}}
de onde {\displaystyle F} é o empuxo e {\displaystyle a} é a aceleração devida a ela. Por isto, o empuxo teórico possível por unidade de potência é 2 dividido pelo impulso específico em m/s. A eficiência de empuxo é o empuxo real entre o empuxo teórico.
Se ele usa energia solar se restringe {\displaystyle a}; no caso de {\displaystyle v_{e}} elevadas, a aceleração possível é inversamente proporcional à velocidade de escape, assim que o tempo necessário para conseguir um delta-v é proporcional a {\displaystyle v_{e}}; com 100% de eficiência:
- para {\displaystyle \Delta v\ll v_{e}} temos {\displaystyle t\approx {\frac {mv_{e}\Delta v}{2P}}}

Exemplos:
- potência 1000 W, massa 100 kg, {\displaystyle \Delta v}= 5 km/s, {\displaystyle v_{e}}= 16 km/s, leva 1,5 meses.
- potência 1000 W, massa 100 kg, {\displaystyle \Delta v}= 5 km/s, {\displaystyle v_{e}}= 50 km/s, leva 5 meses.

Por isto, a {\displaystyle v_{e}} não pode ser demasiado alta.

## Exemplos
Se assume um impulso específico de 4,5 km/s e uma {\displaystyle \Delta v} de 9,7 km/s (da Terra a órbita baixa terrestre (OBT).
- Um foguete de um estágio até a órbita: {\displaystyle 1-e^{-9,7/4,5}} = 0,884, por isto é 88,4 % da massa total inicial será de propelente. Os restantes 11,6 % são para os motores, o tanque e a carga.

- Um foguete de dois estágios até a órbita: se supõe que o primeiro estágio dá um {\displaystyle \Delta v} de 5,0 km/s; {\displaystyle 1-e^{-5,0/4,5}} = 0,671, por isto, é de 67,1%. O restante é de 32,9 %. Depois de deixar o primeiro estágio, a massa será esta: 32,9% menos o tanque e o motor do primeiro estágio. Se assume que isto é 8% da massa total inicial, fica os 24,9%. O segundo estágio dá um {\displaystyle \Delta v} de 4,7 km/s; {\displaystyle 1-e^{-4,7/4,5}} = 0,648, por isto, 64,8% da massa restante deve ser propelente, que são os 16,2 %, e os 8,7 % o tanque, o motor e a carga do segundo estágio, assim que tenha disponíveis os 16,7 % para motores, tanques e carga útil.